# Alfaf
Alfaf (Syrisch:Tūro Alfaf), ook wel bekend als Maqlub (مقلوب in Arabisch), is een berg in de Vlakte van Nineve, een regio in het noorden van Irak. De berg ligt 30 km ten noordoosten van Mosoel en ongeveer 15 km van Bartella. De grootste stad op de berg is Merki, die bewoond wordt door Arameeërs van de Syrisch Orthodoxe kerk.
De berg is beroemd om het Mor Mattai-klooster, dat dicht bij de zuidelijke top ligt. Er zijn verschillende kluizenaarshuisjes die dateren uit de 4e en 5e eeuw na Christus, waarvan de belangrijkste zijn:
- Het kluizenaarshuis van Mor Mattai (Sint Mattheüs), waar volgens de Syrische Syrische traditie, Sara, de zus van Sint Behnam, miraculeus van lepra werd genezen door St. Mattheüs.
- Het kluizenaarshuis van Bar-Hebraeus, waar Bar Hebraeus gedurende zijn leven verbleef.
- Het kluizenaarshuis van de spion, dat zich bovenop de berg bevindt en als uitkijkpost werd gebruikt om de bewoners van het klooster te waarschuwen voor rovers.